# WTA-seizoen 2015
Het WTA-seizoen in 2015 bestond uit de internationale tennistoernooien die door de WTA werden georganiseerd in het kalenderjaar 2015. In het onderstaande overzicht zijn voor de overzichtelijkheid ook de grandslamtoernooien, de Fed Cup en de Hopman Cup toegevoegd, hoewel deze door de ITF werden georganiseerd.

## Legenda

### Categoriekleuren
| Grandslamtoernooien        |
| Eindejaarskampioenschappen |
| Premier Mandatory          |
| Premier Five               |
| Premier                    |
| International              |
| Challenger                 |
| Toernooien voor teams      |

### Codering
De codering voor het aantal deelnemers is als volgt:
"128S/96Q/64D/32X" betekent:
- 128 deelnemers aan hoofdtoernooi vrouwenenkelspel (S)
- 96 aan het vrouwenkwalificatietoernooi (Q)
- 64 koppels in het vrouwendubbelspel (D)
- 32 koppels in het gemengd dubbelspel (X)

Alle toernooien werden in principe buiten gespeeld, tenzij anders vermeld.
RR = groepswedstrijden ("round robin"), (i) = indoor (overdekt)

## Verschillen met vorig jaar
- Het International-toernooi van Oeiras (Portugal) was vervallen.
- Een nieuw toernooi in de categorie "International" werd georganiseerd in Nottingham (Engeland).
- Het Premier-toernooi van Parijs was vervangen door het toernooi van Antwerpen (met Kim Clijsters als toernooidirecteur).
- Na hun categorieverwisseling in 2012, wisselden de toernooien van Doha en Dubai in 2015 weer terug naar de situatie van 2011: het toernooi van Doha degradeerde van categorie "Premier Five" naar "Premier"; het toernooi van Dubai promoveerde van categorie "Premier" naar "Premier Five".
- Het toernooi van Florianópolis werd verplaatst van februari naar juli, en de hardcourt-banen werden ingeruild voor gravel.
- Nieuwe Challengertoernooien werden georganiseerd in Dalian (China), Hua Hin (Thailand) en Carlsbad (VS). De Challengertoernooien van Suzhou (China) en Ningbo (China) verdwenen na hun tweede editie van de kalender.

## WTA-toernooikalender

### Januari
| Week van              | Toernooi                                                                                                | Winnares                                     | Verliezend finaliste                            | Uitslag finale |         |
| --------------------- | --- | -------------------------------------------- | ----------------------------------------------- | -------------- | ------- |
| 5 januari             | Hopman Cup Perth, Australië ITF Hopman Cup XXVII AU$1.000.000 - Hardcourt (i) - 8 gemengde teams (RR)   | Polen – Agnieszka Radwańska – Jerzy Janowicz | Verenigde Staten – Serena Williams – John Isner | 2-1            | details |
| 5 januari             | Brisbane International Brisbane, Australië WTA Premiertoernooi $1.000.000 - Hardcourt - 30S/32Q/16D     | Maria Sjarapova                              | Ana Ivanović                                    | 6-7, 6-3, 6-3  | details |
| 5 januari             | Brisbane International Brisbane, Australië WTA Premiertoernooi $1.000.000 - Hardcourt - 30S/32Q/16D     | Martina Hingis Sabine Lisicki                | Caroline Garcia Katarina Srebotnik              | 6-2, 7-5       | details |
| 5 januari             | Shenzhen Open Shenzhen, China WTA Internationaltoernooi $500.000 - Hardcourt - 32S/16Q/16D              | Simona Halep                                 | Timea Bacsinszky                                | 6-2, 6-2       | details |
| 5 januari             | Shenzhen Open Shenzhen, China WTA Internationaltoernooi $500.000 - Hardcourt - 32S/16Q/16D              | Ljoedmyla Kitsjenok Nadija Kitsjenok         | Liang Chen Wang Yafan                           | 6-4, 7-6       | details |
| 5 januari             | ASB Classic Auckland, Nieuw-Zeeland WTA Internationaltoernooi $250.000 - Hardcourt - 32S/32Q/16D        | Venus Williams                               | Caroline Wozniacki                              | 2-6, 6-3, 6-3  | details |
| 5 januari             | ASB Classic Auckland, Nieuw-Zeeland WTA Internationaltoernooi $250.000 - Hardcourt - 32S/32Q/16D        | Sara Errani Roberta Vinci                    | Shuko Aoyama Renata Voráčová                    | 6-2, 6-1       | details |
| 12 januari            | Apia International Sydney Sydney, Australië WTA Premiertoernooi $731.000 - Hardcourt - 30S/32Q/16D      | Petra Kvitová                                | Karolína Plíšková                               | 7-6, 7-6       | details |
| 12 januari            | Apia International Sydney Sydney, Australië WTA Premiertoernooi $731.000 - Hardcourt - 30S/32Q/16D      | Bethanie Mattek-Sands Sania Mirza            | Raquel Kops-Jones Abigail Spears                | 6-3, 6-3       | details |
| 12 januari            | Hobart International Hobart, Australië WTA Internationaltoernooi $250.000 - Hardcourt - 32S/32Q/16D     | Heather Watson                               | Madison Brengle                                 | 6-3, 6-4       | details |
| 12 januari            | Hobart International Hobart, Australië WTA Internationaltoernooi $250.000 - Hardcourt - 32S/32Q/16D     | Kiki Bertens Johanna Larsson                 | Vitalia Djatsjenko Monica Niculescu             | 7-5, 6-3       | details |
| 19 januari 26 januari | Australian Open Melbourne, Australië ITF Grandslamtoernooi AU$18.150.000 - Hardcourt - 128S/96Q/64D/32X | Serena Williams                              | Maria Sjarapova                                 | 6-3, 7-6       | details |
| 19 januari 26 januari | Australian Open Melbourne, Australië ITF Grandslamtoernooi AU$18.150.000 - Hardcourt - 128S/96Q/64D/32X | Bethanie Mattek-Sands Lucie Šafářová         | Chan Yung-jan Zheng Jie                         | 6-4, 7-6       | details |
| 19 januari 26 januari | Australian Open Melbourne, Australië ITF Grandslamtoernooi AU$18.150.000 - Hardcourt - 128S/96Q/64D/32X | Martina Hingis Leander Paes                  | Kristina Mladenovic Daniel Nestor               | 6-4, 6-3       | details |

### Februari
| Week van    | Toernooi | Winnares                                                                           | Verliezend finaliste                  | Uitslag finale    |         |
| ----------- | --- | ---------------------------------------------------------------------------------- | ------------------------------------- | ----------------- | ------- |
| 2 februari  | ITF Fed Cup (eerste ronde)                                                                                                   | Tsjechië 4–0 Canada Frankrijk 3–2 Italië Rusland 4–0 Polen Duitsland 4–1 Australië |                                       |                   | details |
| 9 februari  | Diamond Games Antwerpen, België WTA Premiertoernooi $731.000 - Hardcourt (i) - 28S/32Q/16D                                   | Andrea Petković                                                                    | Carla Suárez Navarro                  | walk-over         | details |
| 9 februari  | Diamond Games Antwerpen, België WTA Premiertoernooi $731.000 - Hardcourt (i) - 28S/32Q/16D                                   | Anabel Medina Garrigues Arantxa Parra Santonja                                     | An-Sophie Mestach Alison Van Uytvanck | 6-4, 3-6, [10-5]  | details |
| 9 februari  | PTT Thailand Open Pattaya, Thailand WTA Internationaltoernooi $250.000 - Hardcourt - 32S/16Q/16D                             | Daniela Hantuchová                                                                 | Ajla Tomljanović                      | 3-6, 6-3, 6-4     | details |
| 9 februari  | PTT Thailand Open Pattaya, Thailand WTA Internationaltoernooi $250.000 - Hardcourt - 32S/16Q/16D                             | Chan Hao-ching Chan Yung-jan                                                       | Shuko Aoyama Tamarine Tanasugarn      | 2-6, 6-4, [10-3]  | details |
| 16 februari | Dubai Duty Free Championships Dubai, Veren. Arabische Emiraten WTA Premier Fivetoernooi $2.513.000 - Hardcourt - 54S/32Q/28D | Simona Halep                                                                       | Karolína Plíšková                     | 6-4, 7-6          | details |
| 16 februari | Dubai Duty Free Championships Dubai, Veren. Arabische Emiraten WTA Premier Fivetoernooi $2.513.000 - Hardcourt - 54S/32Q/28D | Tímea Babos Kristina Mladenovic                                                    | Garbiñe Muguruza Carla Suárez Navarro | 6-3, 6-2          | details |
| 16 februari | Rio Open Rio de Janeiro, Brazilië WTA Internationaltoernooi $250.000 - Gravel - 32S/24Q/16D                                  | Sara Errani                                                                        | Anna Schmiedlová                      | 7-6, 6-1          | details |
| 16 februari | Rio Open Rio de Janeiro, Brazilië WTA Internationaltoernooi $250.000 - Gravel - 32S/24Q/16D                                  | Ysaline Bonaventure Rebecca Peterson                                               | Irina-Camelia Begu María Irigoyen     | 3-0, opgave       | details |
| 23 februari | Qatar Total Open Doha, Qatar WTA Premiertoernooi $731.000 - Hardcourt - 28S/32Q/16D                                          | Lucie Šafářová                                                                     | Viktoryja Azarenka                    | 6-4, 6-3          | details |
| 23 februari | Qatar Total Open Doha, Qatar WTA Premiertoernooi $731.000 - Hardcourt - 28S/32Q/16D                                          | Raquel Kops-Jones Abigail Spears                                                   | Hsieh Su-wei Sania Mirza              | 6-4, 6-4          | details |
| 23 februari | Abierto Mexicano Telcel Acapulco, Mexico WTA Internationaltoernooi $250.000 - Hardcourt - 32S/32Q/16D                        | Timea Bacsinszky                                                                   | Caroline Garcia                       | 6-3, 6-0          | details |
| 23 februari | Abierto Mexicano Telcel Acapulco, Mexico WTA Internationaltoernooi $250.000 - Hardcourt - 32S/32Q/16D                        | Lara Arruabarrena María Teresa Torró Flor                                          | Andrea Hlaváčková Lucie Hradecká      | 7-6, 5-7, [13-11] | details |

### Maart
| Week van          | Toernooi | Winnares                           | Verliezend finaliste                | Uitslag finale   |         |
| ----------------- | --- | ---------------------------------- | ----------------------------------- | ---------------- | ------- |
| 2 maart           | Monterrey Open Monterrey, Mexico WTA Internationaltoernooi $500.000 - Hardcourt - 32S/32Q/16D                      | Timea Bacsinszky                   | Caroline Garcia                     | 4-6, 6-2, 6-4    | details |
| 2 maart           | Monterrey Open Monterrey, Mexico WTA Internationaltoernooi $500.000 - Hardcourt - 32S/32Q/16D                      | Gabriela Dabrowski Alicja Rosolska | Anastasia Rodionova Arina Rodionova | 6-3, 2-6, [10-3] | details |
| 2 maart           | BMW Malaysian Open Kuala Lumpur, Maleisië WTA Internationaltoernooi $250.000 - Hardcourt - 32S/24Q/16D             | Caroline Wozniacki                 | Alexandra Dulgheru                  | 4-6, 6-2, 6-1    | details |
| 2 maart           | BMW Malaysian Open Kuala Lumpur, Maleisië WTA Internationaltoernooi $250.000 - Hardcourt - 32S/24Q/16D             | Liang Chen Wang Yafan              | Joelija Bejhelzymer Olha Savtsjoek  | 4-6, 6-3, [10-4] | details |
| 9 maart 16 maart  | BNP Paribas Open Indian Wells, Verenigde Staten WTA Premier Mandatorytoernooi $5.381.235 - Hardcourt - 96S/48Q/32D | Simona Halep                       | Jelena Janković                     | 2-6, 7-5, 6-4    | details |
| 9 maart 16 maart  | BNP Paribas Open Indian Wells, Verenigde Staten WTA Premier Mandatorytoernooi $5.381.235 - Hardcourt - 96S/48Q/32D | Martina Hingis Sania Mirza         | Jekaterina Makarova Jelena Vesnina  | 6-3, 6-4         | details |
| 23 maart 30 maart | Miami Open Miami, Verenigde Staten WTA Premier Mandatorytoernooi $5.381.235 - Hardcourt - 96S/48Q/32D              | Serena Williams                    | Carla Suárez Navarro                | 6-2, 6-0         | details |
| 23 maart 30 maart | Miami Open Miami, Verenigde Staten WTA Premier Mandatorytoernooi $5.381.235 - Hardcourt - 96S/48Q/32D              | Martina Hingis Sania Mirza         | Jekaterina Makarova Jelena Vesnina  | 7-5, 6-1         | details |

### April
| Week van | Toernooi | Winnares                                     | Verliezend finaliste               | Uitslag finale   |         |
| -------- | --- | -------------------------------------------- | ---------------------------------- | ---------------- | ------- |
| 6 april  | Family Circle Cup Charleston, Verenigde Staten WTA Premiertoernooi $731.000 - Gravel - 56S/32Q/16D               | Angelique Kerber                             | Madison Keys                       | 6-2, 4-6, 7-5    | details |
| 6 april  | Family Circle Cup Charleston, Verenigde Staten WTA Premiertoernooi $731.000 - Gravel - 56S/32Q/16D               | Martina Hingis Sania Mirza                   | Casey Dellacqua Darija Jurak       | 6-0, 6-4         | details |
| 6 april  | Katowice Open Katowice, Polen WTA Internationaltoernooi $250.000 - Hardcourt (i) - 32S/32Q/16D                   | Anna Schmiedlová                             | Camila Giorgi                      | 6-4, 6-3         | details |
| 6 april  | Katowice Open Katowice, Polen WTA Internationaltoernooi $250.000 - Hardcourt (i) - 32S/32Q/16D                   | Ysaline Bonaventure Demi Schuurs             | Gioia Barbieri Karin Knapp         | 7-5, 4-6, [10-6] | details |
| 13 april | ITF Fed Cup (halve finale)                                                                                       | Tsjechië 3–1 Frankrijk Rusland 3–2 Duitsland |                                    |                  | details |
| 13 april | Claro Open Colsanitas Bogota, Colombia WTA Internationaltoernooi $250.000 - Gravel - 32S/24Q/16D                 | Teliana Pereira                              | Jaroslava Sjvedova                 | 7-6, 6-1         | details |
| 13 april | Claro Open Colsanitas Bogota, Colombia WTA Internationaltoernooi $250.000 - Gravel - 32S/24Q/16D                 | Paula Cristina Gonçalves Beatriz Haddad Maia | Irina Falconi Shelby Rogers        | 6-3, 3-6, [10-6] | details |
| 20 april | Porsche Tennis Grand Prix Stuttgart, Duitsland WTA Premiertoernooi $731.000 - Gravel (i) - 28S/32Q/16D           | Angelique Kerber                             | Caroline Wozniacki                 | 3-6, 6-1, 7-5    | details |
| 20 april | Porsche Tennis Grand Prix Stuttgart, Duitsland WTA Premiertoernooi $731.000 - Gravel (i) - 28S/32Q/16D           | Bethanie Mattek-Sands Lucie Šafářová         | Caroline Garcia Katarina Srebotnik | 6-4, 6-3         | details |
| 27 april | GP de SAR La Princesse Lalla Meryem Marrakesh, Marokko WTA Internationaltoernooi $250.000 - Gravel - 32S/32Q/16D | Elina Svitolina                              | Tímea Babos                        | 7-5, 7-6         | details |
| 27 april | GP de SAR La Princesse Lalla Meryem Marrakesh, Marokko WTA Internationaltoernooi $250.000 - Gravel - 32S/32Q/16D | Tímea Babos Kristina Mladenovic              | Laura Siegemund Maryna Zanevska    | 6-1, 7-6         | details |
| 27 april | Prague Open Praag, Tsjechië WTA Internationaltoernooi $250.000 - Gravel - 32S/32Q/16D                            | Karolína Plíšková                            | Lucie Hradecká                     | 4-6, 7-5, 6-3    | details |
| 27 april | Prague Open Praag, Tsjechië WTA Internationaltoernooi $250.000 - Gravel - 32S/32Q/16D                            | Belinda Bencic Kateřina Siniaková            | Kateryna Bondarenko Eva Hrdinová   | 6-2, 6-2         | details |

### Mei
| Week van      | Toernooi | Winnares                               | Verliezend finaliste                  | Uitslag finale    |         |
| ------------- | --- | -------------------------------------- | ------------------------------------- | ----------------- | ------- |
| 4 mei         | Mutua Madrid Open Madrid, Spanje WTA Premier Mandatorytoernooi €4.785.714 - Gravel - 64S/32Q/28D              | Petra Kvitová                          | Svetlana Koeznetsova                  | 6-1, 6-2          | details |
| 4 mei         | Mutua Madrid Open Madrid, Spanje WTA Premier Mandatorytoernooi €4.785.714 - Gravel - 64S/32Q/28D              | Casey Dellacqua Jaroslava Sjvedova     | Garbiñe Muguruza Carla Suárez Navarro | 6-3, 6-7, [10-5]  | details |
| 11 mei        | Internazionali BNL d'Italia Rome, Italië WTA Premier Fivetoernooi $2.183.600 - Gravel - 56S/32Q/28D           | Maria Sjarapova                        | Carla Suárez Navarro                  | 4-6, 7-5, 6-1     | details |
| 11 mei        | Internazionali BNL d'Italia Rome, Italië WTA Premier Fivetoernooi $2.183.600 - Gravel - 56S/32Q/28D           | Tímea Babos Kristina Mladenovic        | Martina Hingis Sania Mirza            | 6-4, 6-3          | details |
| 18 mei        | Nürnberger Versicherungscup Neurenberg, Duitsland WTA Internationaltoernooi $250.000 - Gravel - 32S/24Q/16D   | Karin Knapp                            | Roberta Vinci                         | 7-6, 4-6, 6-1     | details |
| 18 mei        | Nürnberger Versicherungscup Neurenberg, Duitsland WTA Internationaltoernooi $250.000 - Gravel - 32S/24Q/16D   | Chan Hao-ching Anabel Medina Garrigues | Lara Arruabarrena Raluca Olaru        | 6-4, 7-6          | details |
| 18 mei        | Internationaux de Strasbourg Straatsburg, Frankrijk WTA Internationaltoernooi $250.000 - Gravel - 32S/24Q/12D | Samantha Stosur                        | Kristina Mladenovic                   | 3-6, 6-2, 6-3     | details |
| 18 mei        | Internationaux de Strasbourg Straatsburg, Frankrijk WTA Internationaltoernooi $250.000 - Gravel - 32S/24Q/12D | Chuang Chia-jung Liang Chen            | Nadija Kitsjenok Zheng Saisai         | 4-6, 6-4, [12-10] | details |
| 25 mei 1 juni | Roland Garros Parijs, Frankrijk ITF Grandslamtoernooi €12.500.000 - Gravel - 128S/96Q/64D/32X                 | Serena Williams                        | Lucie Šafářová                        | 6-3, 6-7, 6-2     | details |
| 25 mei 1 juni | Roland Garros Parijs, Frankrijk ITF Grandslamtoernooi €12.500.000 - Gravel - 128S/96Q/64D/32X                 | Bethanie Mattek-Sands Lucie Šafářová   | Casey Dellacqua Jaroslava Sjvedova    | 3-6, 6-4, 6-2     | details |
| 25 mei 1 juni | Roland Garros Parijs, Frankrijk ITF Grandslamtoernooi €12.500.000 - Gravel - 128S/96Q/64D/32X                 | Bethanie Mattek-Sands Mike Bryan       | Lucie Hradecká Marcin Matkowski       | 7-6, 6-1          | details |

### Juni
| Week van       | Toernooi | Winnares                              | Verliezend finaliste                        | Uitslag finale   |         |
| -------------- | --- | ------------------------------------- | ------------------------------------------- | ---------------- | ------- |
| 8 juni         | Aegon Open Nottingham Nottingham, Verenigd Koninkrijk WTA Internationaltoernooi $250.000 - Gras - 32S/32Q/16D | Ana Konjuh                            | Monica Niculescu                            | 1-6, 6-4, 6-2    | details |
| 8 juni         | Aegon Open Nottingham Nottingham, Verenigd Koninkrijk WTA Internationaltoernooi $250.000 - Gras - 32S/32Q/16D | Raquel Kops-Jones Abigail Spears      | Jocelyn Rae Anna Smith                      | 3-6, 6-3, [11-9] | details |
| 8 juni         | Topshelf Open Rosmalen, Nederland WTA Internationaltoernooi $250.000 - Gras - 32S/32Q/16D                     | Camila Giorgi                         | Belinda Bencic                              | 7-5, 6-3         | details |
| 8 juni         | Topshelf Open Rosmalen, Nederland WTA Internationaltoernooi $250.000 - Gras - 32S/32Q/16D                     | Asia Muhammad Laura Siegemund         | Jelena Janković Anastasija Pavljoetsjenkova | 6-3, 7-5         | details |
| 15 juni        | Aegon Classic Birmingham, Verenigd Koninkrijk WTA Premiertoernooi $731.000 - Gras - 56S/32Q/16D               | Angelique Kerber                      | Karolína Plíšková                           | 6-7, 6-3, 7-6    | details |
| 15 juni        | Aegon Classic Birmingham, Verenigd Koninkrijk WTA Premiertoernooi $731.000 - Gras - 56S/32Q/16D               | Garbiñe Muguruza Carla Suárez Navarro | Andrea Hlaváčková Lucie Hradecká            | 6-4, 6-4         | details |
| 22 juni        | Aegon International Eastbourne, Verenigd Koninkrijk WTA Premiertoernooi $731.000 - Gras - 48S/32Q/16D         | Belinda Bencic                        | Agnieszka Radwańska                         | 6-4, 4-6, 6-0    | details |
| 22 juni        | Aegon International Eastbourne, Verenigd Koninkrijk WTA Premiertoernooi $731.000 - Gras - 48S/32Q/16D         | Caroline Garcia Katarina Srebotnik    | Chan Yung-jan Zheng Jie                     | 7-6, 6-2         | details |
| 29 juni 6 juli | Wimbledon Londen, Verenigd Koninkrijk ITF Grandslamtoernooi £13.375.000 - Gras - 128S/96Q/64D/48X             | Serena Williams                       | Garbiñe Muguruza                            | 6-4, 6-4         | details |
| 29 juni 6 juli | Wimbledon Londen, Verenigd Koninkrijk ITF Grandslamtoernooi £13.375.000 - Gras - 128S/96Q/64D/48X             | Martina Hingis Sania Mirza            | Jekaterina Makarova Jelena Vesnina          | 5-7, 7-6, 7-5    | details |
| 29 juni 6 juli | Wimbledon Londen, Verenigd Koninkrijk ITF Grandslamtoernooi £13.375.000 - Gras - 128S/96Q/64D/48X             | Martina Hingis Leander Paes           | Tímea Babos Alexander Peya                  | 6-1, 6-1         | details |

### Juli
| Week van | Toernooi                                                                                            | Winnares                              | Verliezend finaliste              | Uitslag finale   |         |
| -------- | --------------------------------------------------------------------------------------------------- | ------------------------------------- | --------------------------------- | ---------------- | ------- |
| 13 juli  | Bucharest Open Boekarest, Roemenië WTA Internationaltoernooi $250.000 - Gravel - 32S/32Q/16D        | Anna Karolína Schmiedlová             | Sara Errani                       | 7-6, 6-3         | details |
| 13 juli  | Bucharest Open Boekarest, Roemenië WTA Internationaltoernooi $250.000 - Gravel - 32S/32Q/16D        | Oksana Kalasjnikova Demi Schuurs      | Andreea Mitu Patricia Maria Țig   | 6-2, 6-2         | details |
| 13 juli  | Swedish Open Båstad, Zweden WTA Internationaltoernooi $250.000 - Gravel - 32S/24Q/16D               | Johanna Larsson                       | Mona Barthel                      | 6-3, 7-6         | details |
| 13 juli  | Swedish Open Båstad, Zweden WTA Internationaltoernooi $250.000 - Gravel - 32S/24Q/16D               | Kiki Bertens Johanna Larsson          | Tatjana Maria Olha Savtsjoek      | 7-5, 6-4         | details |
| 20 juli  | Istanbul Cup Istanbul, Turkije WTA Internationaltoernooi $250.000 - Hardcourt - 32S/24Q/16D         | Lesja Tsoerenko                       | Urszula Radwańska                 | 7-5, 6-1         | details |
| 20 juli  | Istanbul Cup Istanbul, Turkije WTA Internationaltoernooi $250.000 - Hardcourt - 32S/24Q/16D         | Darja Gavrilova Elina Svitolina       | Çağla Büyükakçay Jelena Janković  | 5-7, 6-1, [10-4] | details |
| 20 juli  | Gastein Ladies Bad Gastein, Oostenrijk WTA Internationaltoernooi $250.000 - Gravel - 32S/24Q/16D    | Samantha Stosur                       | Karin Knapp                       | 3-6, 7-6, 6-2    | details |
| 20 juli  | Gastein Ladies Bad Gastein, Oostenrijk WTA Internationaltoernooi $250.000 - Gravel - 32S/24Q/16D    | Danka Kovinić Stephanie Vogt          | Lara Arruabarrena Lucie Hradecká  | 4-6, 6-4, [10-3] | details |
| 27 juli  | Baku Cup Bakoe, Azerbeidzjan WTA Internationaltoernooi $250.000 - Hardcourt - 32S/24Q/16D           | Margarita Gasparjan                   | Patricia Maria Țig                | 6-3, 5-7, 6-0    | details |
| 27 juli  | Baku Cup Bakoe, Azerbeidzjan WTA Internationaltoernooi $250.000 - Hardcourt - 32S/24Q/16D           | Margarita Gasparjan Aleksandra Panova | Vitalia Djatsjenko Olha Savtsjoek | 6-3, 7-5         | details |
| 27 juli  | Brasil Tennis Cup Florianópolis, Brazilië WTA Internationaltoernooi $250.000 - Gravel - 32S/24Q/16D | Teliana Pereira                       | Annika Beck                       | 6-4, 4-6, 6-1    | details |
| 27 juli  | Brasil Tennis Cup Florianópolis, Brazilië WTA Internationaltoernooi $250.000 - Gravel - 32S/24Q/16D | Annika Beck Laura Siegemund           | María Irigoyen Paula Kania        | 6-3, 7-6         | details |
| 27 juli  | Jiangxi Women's Open Nanchang, China WTA Challengertoernooi $125.000 - Hardcourt - 32S/16Q/16D      | Jelena Janković                       | Chang Kai-chen                    | 6-3, 7-6         | details |
| 27 juli  | Jiangxi Women's Open Nanchang, China WTA Challengertoernooi $125.000 - Hardcourt - 32S/16Q/16D      | Chang Kai-chen Zheng Saisai           | Chan Chin-wei Wang Yafan          | 6-3, 4-6, [10-3] | details |

### Augustus
| Week van                | Toernooi | Winnares                             | Verliezend finaliste                           | Uitslag finale      |         |
| ----------------------- | --- | ------------------------------------ | ---------------------------------------------- | ------------------- | ------- |
| 3 augustus              | Bank of the West Classic Stanford, Verenigde Staten WTA Premiertoernooi $731.000 - Hardcourt - 28S/16Q/16D         | Angelique Kerber                     | Karolína Plíšková                              | 6-3, 5-7, 6-4       | details |
| 3 augustus              | Bank of the West Classic Stanford, Verenigde Staten WTA Premiertoernooi $731.000 - Hardcourt - 28S/16Q/16D         | Xu Yifan Zheng Saisai                | Anabel Medina Garrigues Arantxa Parra Santonja | 6-1, 6-3            | details |
| 3 augustus              | Citi Open Washington, Verenigde Staten WTA Internationaltoernooi $250.000 - Hardcourt - 32S/16Q/16D                | Sloane Stephens                      | Anastasija Pavljoetsjenkova                    | 6-1, 6-2            | details |
| 3 augustus              | Citi Open Washington, Verenigde Staten WTA Internationaltoernooi $250.000 - Hardcourt - 32S/16Q/16D                | Belinda Bencic Kristina Mladenovic   | Lara Arruabarrena Andreja Klepač               | 7-5, 7-6            | details |
| 10 augustus             | Rogers Cup Toronto, Canada WTA Premier Fivetoernooi $2.513.000 - Hardcourt - 56S/48Q/28D                           | Belinda Bencic                       | Simona Halep                                   | 7-6, 6-7, 3-0, opg. | details |
| 10 augustus             | Rogers Cup Toronto, Canada WTA Premier Fivetoernooi $2.513.000 - Hardcourt - 56S/48Q/28D                           | Bethanie Mattek-Sands Lucie Šafářová | Caroline Garcia Katarina Srebotnik             | 6-1, 6-2            | details |
| 17 augustus             | Western & Southern Open Cincinnati, Verenigde Staten WTA Premier Fivetoernooi $2.701.240 - Hardcourt - 56S/48Q/28D | Serena Williams                      | Simona Halep                                   | 6-3, 7-6            | details |
| 17 augustus             | Western & Southern Open Cincinnati, Verenigde Staten WTA Premier Fivetoernooi $2.701.240 - Hardcourt - 56S/48Q/28D | Chan Hao-ching Chan Yung-jan         | Casey Dellacqua Jaroslava Sjvedova             | 7-5, 6-4            | details |
| 24 augustus             | Connecticut Open New Haven, Verenigde Staten WTA Premiertoernooi $754.163 - Hardcourt - 30S/48Q/16D                | Petra Kvitová                        | Lucie Šafářová                                 | 6-7, 6-2, 6-2       | details |
| 24 augustus             | Connecticut Open New Haven, Verenigde Staten WTA Premiertoernooi $754.163 - Hardcourt - 30S/48Q/16D                | Julia Görges Lucie Hradecká          | Chuang Chia-jung Liang Chen                    | 6-3, 6-1            | details |
| 31 augustus 7 september | US Open New York, Verenigde Staten ITF Grandslamtoernooi $21.150.000 - Hardcourt - 128S/128Q/64D/32X               | Flavia Pennetta                      | Roberta Vinci                                  | 7-6, 6-2            | details |
| 31 augustus 7 september | US Open New York, Verenigde Staten ITF Grandslamtoernooi $21.150.000 - Hardcourt - 128S/128Q/64D/32X               | Martina Hingis Sania Mirza           | Casey Dellacqua Jaroslava Sjvedova             | 6-3, 6-3            | details |
| 31 augustus 7 september | US Open New York, Verenigde Staten ITF Grandslamtoernooi $21.150.000 - Hardcourt - 128S/128Q/64D/32X               | Martina Hingis Leander Paes          | Bethanie Mattek-Sands Sam Querrey              | 6-4, 3-6, [10-7]    | details |

### September
| Week van     | Toernooi                                                                                                   | Winnares                              | Verliezend finaliste                | Uitslag finale    |         |
| ------------ | --- | ------------------------------------- | ----------------------------------- | ----------------- | ------- |
| 7 september  | Dalian Women's Tennis Open Dalian, China WTA Challengertoernooi $125.000 - Hardcourt - 32S/16Q/16D         | Zheng Saisai                          | Julia Glushko                       | 2-6, 6-1, 7-5     | details |
| 7 september  | Dalian Women's Tennis Open Dalian, China WTA Challengertoernooi $125.000 - Hardcourt - 32S/16Q/16D         | Zhang Kailin Zheng Saisai             | Chan Chin-wei Darija Jurak          | 6-3, 6-4          | details |
| 14 september | Coupe Banque Nationale Québec, Canada WTA Internationaltoernooi $250.000 - Hardcourt (i) - 32S/24Q/16D     | Annika Beck                           | Jeļena Ostapenko                    | 6-2, 6-2          | details |
| 14 september | Coupe Banque Nationale Québec, Canada WTA Internationaltoernooi $250.000 - Hardcourt (i) - 32S/24Q/16D     | Barbora Krejčíková An-Sophie Mestach  | María Irigoyen Paula Kania          | 4-6, 6-3, [12-10] | details |
| 14 september | Japan Women's Open Tokio, Japan WTA Internationaltoernooi $250.000 - Hardcourt - 32S/32Q/16D               | Yanina Wickmayer                      | Magda Linette                       | 4-6, 6-3, 6-3     | details |
| 14 september | Japan Women's Open Tokio, Japan WTA Internationaltoernooi $250.000 - Hardcourt - 32S/32Q/16D               | Chan Hao-ching Chan Yung-jan          | Misaki Doi Kurumi Nara              | 6-1, 6-2          | details |
| 21 september | Toray Pan Pacific Open Tokio, Japan WTA Premiertoernooi $1.000.000 - Hardcourt - 28S/32Q/16D               | Agnieszka Radwańska                   | Belinda Bencic                      | 6-2, 6-2          | details |
| 21 september | Toray Pan Pacific Open Tokio, Japan WTA Premiertoernooi $1.000.000 - Hardcourt - 28S/32Q/16D               | Garbiñe Muguruza Carla Suárez Navarro | Chan Hao-ching Chan Yung-jan        | 7-5, 6-1          | details |
| 21 september | Korea Open Seoel, Zuid-Korea WTA Internationaltoernooi $500.000 - Hardcourt - 32S/32Q/16D                  | Irina-Camelia Begu                    | Aljaksandra Sasnovitsj              | 6-3, 6-1          | details |
| 21 september | Korea Open Seoel, Zuid-Korea WTA Internationaltoernooi $500.000 - Hardcourt - 32S/32Q/16D                  | Lara Arruabarrena Andreja Klepač      | Kiki Bertens Johanna Larsson        | 2-6, 6-3, [10-6]  | details |
| 21 september | Guangzhou International Open Guangzhou, China WTA Internationaltoernooi $250.000 - Hardcourt - 32S/24Q/15D | Jelena Janković                       | Denisa Allertová                    | 6-2, 6-0          | details |
| 21 september | Guangzhou International Open Guangzhou, China WTA Internationaltoernooi $250.000 - Hardcourt - 32S/24Q/15D | Martina Hingis Sania Mirza            | Xu Shilin You Xiaodi                | 6-3, 6-1          | details |
| 28 september | Wuhan Open Wuhan, China WTA Premier Fivetoernooi $2.513.000 - Hardcourt - 56S/32Q/28D                      | Venus Williams                        | Garbiñe Muguruza                    | 6-3, 3-0, opg.    | details |
| 28 september | Wuhan Open Wuhan, China WTA Premier Fivetoernooi $2.513.000 - Hardcourt - 56S/32Q/28D                      | Martina Hingis Sania Mirza            | Irina-Camelia Begu Monica Niculescu | 6-2, 6-3          | details |
| 28 september | Tashkent Open Tasjkent, Oezbekistan WTA Internationaltoernooi $250.000 - Hardcourt - 32S/16Q/16D           | Nao Hibino                            | Donna Vekić                         | 6-2, 6-2          | details |
| 28 september | Tashkent Open Tasjkent, Oezbekistan WTA Internationaltoernooi $250.000 - Hardcourt - 32S/16Q/16D           | Margarita Gasparjan Aleksandra Panova | Vera Doesjevina Kateřina Siniaková  | 6-1, 3-6, [10-3]  | details |

### Oktober
| Week van   | Toernooi | Winnares                         | Verliezend finaliste                           | Uitslag finale   |         |
| ---------- | --- | -------------------------------- | ---------------------------------------------- | ---------------- | ------- |
| 5 oktober  | China Open Peking, China WTA Premier Mandatorytoernooi $4.749.040 - Hardcourt - 60S/32Q/28D                           | Garbiñe Muguruza                 | Timea Bacsinszky                               | 7-5, 6-4         | details |
| 5 oktober  | China Open Peking, China WTA Premier Mandatorytoernooi $4.749.040 - Hardcourt - 60S/32Q/28D                           | Martina Hingis Sania Mirza       | Chan Hao-ching Chan Yung-jan                   | 6-7, 6-1, [10-8] | details |
| 12 oktober | Tianjin Open Tianjin, China WTA Internationaltoernooi $500.000 - Hardcourt - 32S/32Q/16D                              | Agnieszka Radwańska              | Danka Kovinić                                  | 6-1, 6-2         | details |
| 12 oktober | Tianjin Open Tianjin, China WTA Internationaltoernooi $500.000 - Hardcourt - 32S/32Q/16D                              | Xu Yifan Zheng Saisai            | Darija Jurak Nicole Melichar                   | 6-2, 3-6, [10-8] | details |
| 12 oktober | Hong Kong Open Hongkong, China SAR WTA Internationaltoernooi $250.000 - Hardcourt - 32S/24Q/16D                       | Jelena Janković                  | Angelique Kerber                               | 3-6, 7-6, 6-1    | details |
| 12 oktober | Hong Kong Open Hongkong, China SAR WTA Internationaltoernooi $250.000 - Hardcourt - 32S/24Q/16D                       | Alizé Cornet Jaroslava Sjvedova  | Lara Arruabarrena Andreja Klepač               | 7-5, 6-4         | details |
| 12 oktober | Generali Ladies Linz Linz, Oostenrijk WTA Internationaltoernooi $250.000 - Hardcourt (i) - 32S/32Q/16D                | Anastasija Pavljoetsjenkova      | Anna-Lena Friedsam                             | 6-4, 6-3         | details |
| 12 oktober | Generali Ladies Linz Linz, Oostenrijk WTA Internationaltoernooi $250.000 - Hardcourt (i) - 32S/32Q/16D                | Raquel Kops-Jones Abigail Spears | Andrea Hlaváčková Lucie Hradecká               | 6-3, 7-5         | details |
| 19 oktober | Kremlin Cup Moskou, Rusland WTA Premiertoernooi $768.000 - Hardcourt (i) - 28S/32Q/16D                                | Svetlana Koeznetsova             | Anastasija Pavljoetsjenkova                    | 6-2, 6-1         | details |
| 19 oktober | Kremlin Cup Moskou, Rusland WTA Premiertoernooi $768.000 - Hardcourt (i) - 28S/32Q/16D                                | Darja Kasatkina Jelena Vesnina   | Irina-Camelia Begu Monica Niculescu            | 6-3, 6-7, [10-5] | details |
| 19 oktober | BGL BNP Paribas Luxembourg Open Luxemburg, Luxemburg WTA Internationaltoernooi $250.000 - Hardcourt (i) - 32S/32Q/16D | Misaki Doi                       | Mona Barthel                                   | 6-4, 6-7, 6-0    | details |
| 19 oktober | BGL BNP Paribas Luxembourg Open Luxemburg, Luxemburg WTA Internationaltoernooi $250.000 - Hardcourt (i) - 32S/32Q/16D | Mona Barthel Laura Siegemund     | Anabel Medina Garrigues Arantxa Parra Santonja | 6-2, 7-6         | details |
| 26 oktober | WTA Finals Singapore Officieus wereldkampioenschap $7.000.000 - Hardcourt (i) - 8S(RR)/8D(RR)                         | Agnieszka Radwańska              | Petra Kvitová                                  | 6-2, 4-6, 6-3    | details |
| 26 oktober | WTA Finals Singapore Officieus wereldkampioenschap $7.000.000 - Hardcourt (i) - 8S(RR)/8D(RR)                         | Martina Hingis Sania Mirza       | Garbiñe Muguruza Carla Suárez Navarro          | 6-0, 6-3         | details |

### November en december
| Week van    | Toernooi                                                                                              | Winnares                         | Verliezend finaliste                           | Uitslag finale   |         |
| ----------- | --- | -------------------------------- | ---------------------------------------------- | ---------------- | ------- |
| 2 november  | WTA Elite Trophy Zhuhai, China Eindejaarskampioenschap $2.150.000 - Hardcourt - 12S(RR)/6D(RR)        | Venus Williams                   | Karolína Plíšková                              | 7-5, 7-6         | details |
| 2 november  | WTA Elite Trophy Zhuhai, China Eindejaarskampioenschap $2.150.000 - Hardcourt - 12S(RR)/6D(RR)        | Liang Chen Wang Yafan            | Anabel Medina Garrigues Arantxa Parra Santonja | 6-4, 6-3         | details |
| 9 november  | ITF Fed Cup (finale)                                                                                  | Tsjechië                         | Rusland                                        | 3-2              | details |
| 9 november  | Engie Open de Limoges Limoges, Frankrijk WTA Challengertoernooi $125.000 - Hardcourt (i) - 32S/16Q/8D | Caroline Garcia                  | Louisa Chirico                                 | 6-1, 6-3         | details |
| 9 november  | Engie Open de Limoges Limoges, Frankrijk WTA Challengertoernooi $125.000 - Hardcourt (i) - 32S/16Q/8D | Barbora Krejčíková Mandy Minella | Margarita Gasparjan Oksana Kalasjnikova        | 1-6, 7-5, [10-6] | details |
| 9 november  | Hua Hin Championships Hua Hin, Thailand WTA Challengertoernooi $125.000 - Hardcourt (i) - 32S/16Q/16D | Jaroslava Sjvedova               | Naomi Osaka                                    | 6-4, 6-7, 6-4    | details |
| 9 november  | Hua Hin Championships Hua Hin, Thailand WTA Challengertoernooi $125.000 - Hardcourt (i) - 32S/16Q/16D | Liang Chen Wang Yafan            | Varatchaya Wongteanchai Yang Zhaoxuan          | 6-3, 6-4         | details |
| 16 november | Taipei WTA Ladies Open Taipei, Taiwan WTA Challengertoernooi $125.000 - Tapijt (i) - 32S/8Q/16D       | Tímea Babos                      | Misaki Doi                                     | 7-5, 6-3         | details |
| 16 november | Taipei WTA Ladies Open Taipei, Taiwan WTA Challengertoernooi $125.000 - Tapijt (i) - 32S/8Q/16D       | Kanae Hisami Kotomi Takahata     | Marina Melnikova Elise Mertens                 | 6-1, 6-2         | details |
| 23 november | Carlsbad Classic Carlsbad, Verenigde Staten WTA Challengertoernooi $125.000 - Hardcourt - 32S/8Q/8D   | Yanina Wickmayer                 | Nicole Gibbs                                   | 6-3, 7-6         | details |
| 23 november | Carlsbad Classic Carlsbad, Verenigde Staten WTA Challengertoernooi $125.000 - Hardcourt - 32S/8Q/8D   | Gabriela Cé Verónica Cepede Royg | Oksana Kalasjnikova Tatjana Maria              | 1-6, 6-4, [10-8] | details |

In december werden traditiegetrouw geen WTA-toernooien georganiseerd.

## Primeurs
Speelsters die in 2015 hun eerste WTA-enkelspeltitel wonnen:
- Anna Karolína Schmiedlová (Slowakije) in Katowice, Polen
- Teliana Pereira (Brazilië) in Bogota, Colombia
- Ana Konjuh (Kroatië) in Nottingham, Engeland
- Camila Giorgi (Italië) in Rosmalen, Nederland
- Belinda Bencic (Zwitserland) in Eastbourne, Engeland
- Johanna Larsson (Zweden) in Båstad, Zweden
- Lesja Tsoerenko (Oekraïne) in Istanbul, Turkije
- Margarita Gasparjan (Rusland) in Bakoe, Azerbeidzjan
- Sloane Stephens (VS) in Washington D.C., VS
- Zheng Saisai (China) in Dalian, China
- Nao Hibino (Japan) in Tasjkent, Oezbekistan
- Misaki Doi (Japan) in Luxemburg, Luxemburg

## Statistieken toernooien

### Toernooien per ondergrond
| ondergrond   | aantal | buiten/binnen | aantal    |
| ------------ | ------ | ------------- | --------- |
| hardcourt    | 45     | buiten        | 35        |
| hardcourt    | 45     | binnen        | 10        |
| gravel       | 14     | buiten        | 13        |
| gravel       | 14     | binnen        | 1         |
| groen gravel | 1      | buiten        | 1         |
| gras         | 5      | buiten        | 5         |
| tapijt       | 1      | binnen        | 1         |
| wisselend    | 3      | (Fed Cup)     | (Fed Cup) |
| TOTAAL       | 69     |               |           |

## Bron
- (en)  WTA-toernooikalender

Pas op: in 2015 was WTA-week 1 gelijk aan ISO-week 2, en zo vervolgens.
1971 · 1972 · 1973 · 1974 · 1975 · 1976 · 1977 · 1978 · 1979 · 1980 · 1981 · 1982 · 1983 · 1984 · 1985 · 1986 · 1987 · 1988 · 1989 · 1990 · 1991 · 1992 · 1993 · 1994 · 1995 · 1996 · 1997 · 1998 · 1999 · 2000 · 2001 · 2002 · 2003 · 2004 · 2005 · 2006 · 2007 · 2008 · 2009 · 2010 · 2011 · 2012 · 2013 · 2014 · 2015 · 2016 · 2017 · 2018 · 2019 · 2020 · 2021 · 2022 · 2023 · 2024 · 2025